# Torsås kommun
Torsås kommun er en kommune i Kalmar län i Sverige.  Den ligger ved Østersøens kyst, den sydlige del af Kalmarsund og har i nord grænse til Kalmar kommune, i vest til Emmaboda kommune og i syd til Karlskrona kommune i Blekinge län.

## Historie
I denne del af Södra Möre herred blev der ved ikrafttræden af en kommunalreform i 1863 etableret to landkommuner, Torås og Söderåkra, svarende til de respektive sogne.  Gullabo blev i 1870 udskilt fra Torsås kommune for at danne sin egen kommune.  I 1916 blev Torsås municipalsamhälle etableret i Torsås kommune, og i Söderåkra etableredes i 1921 Bergkvara municipalsamhälle.
Ved kommunalreformen i 1952 blev Gullabo atter forenet med Torsås.  Municipalsamhällene ophørte ved udgangen af 1955 (Bergkvara) og 1956 (Torsås).  I 1971 blev Söderåkra kommune slået sammen med Torsås kommune.

## Byområder
Der er tre byområder i Torsås kommune.  Desuden ligger en mindre del af byområdet Brömsebro i kommunen, mens størstedelen ligger i Karlskrona kommune.
I tabellen vises byområderne i størrelsesorden pr. 31. december 2005.  Hovedbyen er markeret med fed skrift. 
| # | Byområde  | Befolkning |
| - | --------- | ---------- |
| 1 | Torsås    | 1.829      |
| 2 | Bergkvara | 974        |
| 3 | Söderåkra | 963        |

## Administrativ historik
56°24′N 16°00′Ø / 56.4°N 16°Ø